# Paul McCartney Band
Paul McCartney Band è il nome semi-ufficiale della band di supporto che accompagna il musicista inglese Paul McCartney nelle sue tournée da solista, la cui composizione è rimasta la medesima dal 2002.

## Storia della band
Una prima idea della band si può vedere nei Paul McCartney & Wings, attivi tra il 1971 e 1981, anno in cui si sciolsero ufficialmente dopo vari disaccordi tra i vecchi membri.
Tuttavia varie reunion furono organizzate tra il 1989 e il 1993, che prevedevano Paul alla chitarra e come solista, Linda McCartney alle tastiere, Hamish Stuart al basso, nonché anche Paul 'Wix' Wickens, Robbie McIntosh, Blair Cunningham (precedentemente dei Pretenders) e Chris Whitten dei Edie Brickell & New Bohemians.
Si trattava a tutti gli effetti di una formazione alternativa dei Wings, che sosteneva Paul nei suoi lavori solisti come Flowers in the Dirt, Off the Ground e Unplugged - The Official Bootleg, gli furono anche di supporto quando tornò ad esibirsi dal vivo, nel The Paul McCartney World Tour.
La band non aveva un nome ufficiale ed era semplicemente chiamata "Paul McCartney's Band". La formazione originale si sciolse dopo la morte di Linda nel 1998, che segnò profondamente Paul portandolo a una sospensione dalle esibizioni dal vivo per qualche anno.
Con l'entrata nel nuovo decennio iniziò a formarsi la formazione attuale, Wickens era rimasto in contatto con McCartney e poco dopo si unirono Rusty Anderson e Abe Laboriel Jr., coinvolti nel progetto di Driving Rain. Anche Brian Ray si unì dopo aver accompagnato McCartney all'half-time show del Super Bowl XXXVI.
La band accompagnò McCartney al secondo ritorno sulla scena dal vivo, il Driving World Tour e tutti i tour successivi, diventando a tutti gli effetti il suo gruppo fisso. Partecipavano spesso anche alla registrazione degli album, infatti New e Egypt Station prevedeva tutti e quattro.
Furono al lato di McCartney quando egli si esibì all'half-time show del Super Bowl XXXIX (denominato McCartney's half time show) del 2005 e quando si esibì alla Casa Bianca durante la premiazione del Gershwin Prize, dove però Wickens fu sostituito da David Arch. Compaiono in tutti gli album live del cantante.
Dal 2019 vengono ulteriormente accompagnati dagli Hot City Horns, un trio di ottoni e dal 2024 dai Los Hermanos Làser, ma in passato anche il Kronos Quartet e numerose pipe band.
Paul McCartney commentò sulla sua band: «Qualche anno fa guardai loro e li dissi 'Sapete cosa? Siamo una vera band'. Ci siamo sempre visti come semplice gruppo che si unisce a suonare, ma siamo stati insieme per più tempo di sia i Beatles che i Wings».

## Membri

### Formazione attuale
- Paul McCartney – voce solista, chitarra elettrica, basso, chitarra ritmica, chitarra solista, pianoforte, tastiere, ukulele, mandolino, batterie (1998 – )
- Paul 'Wix' Wickens – tastiere, fisarmonica, chitarra ritmica, chitarra elettrica, armonica, percussioni, voce (1998 – )
- Rusty Anderson – chitarra solista, voce (2001 – )
- Abe Laboriel Jr. –batterie, percussioni, voce (2001 – )
- Brian Ray – chitarra ritmica, chitarra solista, chitarra elettrica, percussioni, voce (2002 – )

### Membri passati
- David Arch (2005)
- Linda McCartney (1989–1998)
- Chris Whitten (1989–1990)
- Robbie McIntosh (1989–1993)
- Hamish Stuart (1989–1993)
- Blair Cunningham (1989–1993)